# Jan Kepinski
Beerend Jan Kepinski (ur. 3 lipca 1971 w Hadze) – polski reżyser, producent telewizyjny, realizator wizji i scenarzysta holenderskiego pochodzenia. Właściciel firmy producenckiej Jake Vision.

## Życiorys
Urodził się w Hadze, jest synem Holenderki i Polaka. W latach 1994–1997 studiował na Wydziale Operatorskim i Realizacji Telewizyjnej PWSFTviT w Łodzi.
W latach 1997–2002 był głównym reżyserem w Endemol Polska. W latach 1999–2003 był reżyserem teleturnieju Milionerzy, a od 2008 jest również producentem programu (wyreżyserował ponad 800 odcinków formatu).  W latach 2002–2010 był reżyserem w TVN, pracował m.in. przy pierwszych pięciu serialach programu Szymon Majewski Show, a także przy reality show Jestem jaki jestem (2003–2004), trzech edycjach programu rozrywkowego TVN Taniec z gwiazdami (2005–2006) oraz programach: Zostań gwiazdą, Twoja droga do gwiazd, Tylko miłość, Dzieciaki z klasą, Ciao Darwin, Pascal: Po prostu gotuj! i Łapać złodzieja. Zrealizował także ponad 200 odcinków programu Dzień dobry TVN oraz był głównym reżyserem i dyrektorem realizacji trzech pierwszych edycji Big Brothera i konsultantem tego programu w innych krajach. 
W latach 2004–2011 był współwłaścicielem firmy producenckiej intergalactic, który współpracował z Adamem Vigh i odpowiadają za takie programy jak: Milionerzy, Dubidu, Łapać złodzieja, Supertalent, Viva Królowie Densfloru, Brodzik od kuchni, Pascal: Po prostu gotuj!, Cofnij zegar i Must Be the Music. Tylko muzyka (w którym emitowała w Polsacie dwie pierwsze edycje.)
Reżyserował programy emitowane w Telewizji Polskiej (Dubidu, Supertalent) oraz Polsacie (Must Be the Music. Tylko muzyka i Got to Dance. Tylko taniec). Od 2006 jest niezależnym producentem i reżyserem.
Wyreżyserował liczne widowiska telewizyjne, m.in. galę finałową wyborów Miss Polonia w 2003 i 2004, galę rozdania nagród Wiktory 2007, koncert sylwestrowy TVN 2007/2008, Konkurs Sopot Festival 2009, TOPtrendy 2011, a także wydarzenia muzyczne, m.in. koncert Red Hot Chili Peppers w Chorzowie w 2007. Odpowiadał także za produkcję i reżyserię spotów reklamowych z udziałem celebrytów, m.in. Knorr z Pascalem Brodnickim, Axe z Kubą Wojewódzkim, Gymnasion z Mariuszem Czerkawskim, Rexona z Rafałem Maserakiem i Robertem Kochankiem. Wyprodukował także film krótkometrażowy Hans Christian Andersen (2005) i EPK filmu Cudzoziemiec.
Był nominowany do Wiktora 2008 w kategorii twórca programu telewizyjnego za Milionerów oraz do Wiktora 2011 w kategorii twórca programu telewizyjnego za Must Be the Music. Tylko muzyka.